# Pholidota pygmaea
Pholidota pygmaea là một loài thực vật có hoa trong họ Lan. Loài này được H.J.Chowdhery & G.D.Pal miêu tả khoa học đầu tiên năm 1995.